# Noumatang
Noumatang är en ö i Kiribati.   Den ligger i örådet Nonouti och ögruppen Gilbertöarna, i den sydöstra delen av landet, 250 km sydost om huvudstaden Tarawa. Arean är 0,10 kvadratkilometer.
Terrängen på Noumatang är mycket platt. Öns högsta punkt är 5 meter över havet. Den sträcker sig 0,6 kilometer i nord-sydlig riktning, och 0,4 kilometer i öst-västlig riktning.